# إيفوكسين
إيفوكسين

إيفوكسين – هابلوبيرين (Haploperine) هو مادة شبه قلوية بآثار منومة ومهدئة. ويوجد بشكل طبيعي في نباتات متنوعة في أستراليا وأفريقيا بما في ذلك Evodia xanthoxyloides  و Teclea gerrardii.